# Federico Guglielmo III di Schleswig-Holstein-Sonderburg-Beck
Federico Guglielmo III, duca di Schleswig-Holstein-Sonderburg-Beck (4 novembre 1723 – Praga, 6 maggio 1757), fu duca di Schleswig-Holstein-Sonderburg-Beck.

## Biografia
Federico Guglielmo III era il primogenito del duca Federico Guglielmo II e sua moglie Ursula Anna di Dohna-Schlobitten. Successe a suo padre come duca di Beck alla sua morte, nel 1749.
Servì come colonnello nell'Esercito prussiano e fu comandante del 46º Reggimento dei Fucilieri. Prese parte alla Guerra dei sette anni e cadde nella Battaglia di Praga il 6 maggio 1757. Federico Guglielmo fu decorato con la medaglia dell'Ordine dell'Aquila Rossa. Celibe e senza discendenza, gli successe come Duca di Beck lo zio Carlo Ludovico.

## Ascendenza
|                                                                      |                                         |                                                                                  | Genitori                                                         |  |  | Nonni |  |  | Bisnonni                                                      |  |  | Trisnonni                                                 |  |
|                                                                      |                                         |                                                                                  |                                                                  |  |  |       |  |  | 8. August Philipp, duca di Schleswig-Holstein-Sonderburg-Beck |  |  | 16. Alexander, duca di Schleswig-Holstein-Sonderburg-Beck |  |
|                                                                      |                                         |                                                                                  |                                                                  |  |  |       |  |  | 8. August Philipp, duca di Schleswig-Holstein-Sonderburg-Beck |  |  | 16. Alexander, duca di Schleswig-Holstein-Sonderburg-Beck |  |
|                                                                      |                                         | 17. Dorothea von Schwarzburg-Sondershausen                                       |                                                                  |  |  |       |  |  | 8. August Philipp, duca di Schleswig-Holstein-Sonderburg-Beck |  |  |                                                           |  |
| 4. Friedrich Ludwig, duca di Schleswig-Holstein-Sonderburg-Beck      |                                         |                                                                                  |                                                                  |  |  |       |  |  | 8. August Philipp, duca di Schleswig-Holstein-Sonderburg-Beck |  |  |                                                           |  |
|                                                                      |                                         | 9. Marie Sibylla von Nassau-Saarbrücken                                          | 18. Wilhelm Ludwig, conte di Nassau-Saarbrücken                  |  |  |       |  |  |                                                               |  |  |                                                           |  |
|                                                                      |                                         | 9. Marie Sibylla von Nassau-Saarbrücken                                          | 18. Wilhelm Ludwig, conte di Nassau-Saarbrücken                  |  |  |       |  |  |                                                               |  |  |                                                           |  |
|                                                                      |                                         | 9. Marie Sibylla von Nassau-Saarbrücken                                          | 19. Anna Amalie von Baden-Durlach                                |  |  |       |  |  |                                                               |  |  |                                                           |  |
| 2. Friedrich Wilhelm II, duca di Schleswig-Holstein-Sonderburg-Beck  |                                         | 9. Marie Sibylla von Nassau-Saarbrücken                                          |                                                                  |  |  |       |  |  |                                                               |  |  |                                                           |  |
|                                                                      |                                         | 10. Ernst Günther, duca di Schleswig-Holstein-Sonderburg-Augustenburg            | 20. Alexander, duca di Schleswig-Holstein-Sonderburg-Beck (= 16) |  |  |       |  |  |                                                               |  |  |                                                           |  |
|                                                                      |                                         | 10. Ernst Günther, duca di Schleswig-Holstein-Sonderburg-Augustenburg            | 20. Alexander, duca di Schleswig-Holstein-Sonderburg-Beck (= 16) |  |  |       |  |  |                                                               |  |  |                                                           |  |
|                                                                      |                                         | 10. Ernst Günther, duca di Schleswig-Holstein-Sonderburg-Augustenburg            | 21. Dorothea von Schwarzburg-Sondershausen (= 17)                |  |  |       |  |  |                                                               |  |  |                                                           |  |
| 5. Luise Charlotte von Schleswig-Holstein-Sonderburg-Augustenburg    |                                         | 10. Ernst Günther, duca di Schleswig-Holstein-Sonderburg-Augustenburg            |                                                                  |  |  |       |  |  |                                                               |  |  |                                                           |  |
|                                                                      |                                         | 11. Auguste von Holstein-Sonderburg-Glücksburg                                   | 22. Philipp, duca di Schleswig-Holstein-Sonderburg-Glücksburg    |  |  |       |  |  |                                                               |  |  |                                                           |  |
|                                                                      |                                         | 11. Auguste von Holstein-Sonderburg-Glücksburg                                   | 22. Philipp, duca di Schleswig-Holstein-Sonderburg-Glücksburg    |  |  |       |  |  |                                                               |  |  |                                                           |  |
|                                                                      |                                         | 11. Auguste von Holstein-Sonderburg-Glücksburg                                   | 23. Sophie Hedwig von Sachsen-Lauenburg                          |  |  |       |  |  |                                                               |  |  |                                                           |  |
| 1. Friedrich Wilhelm III, duca di Schleswig-Holstein-Sonderburg-Beck |                                         | 11. Auguste von Holstein-Sonderburg-Glücksburg                                   |                                                                  |  |  |       |  |  |                                                               |  |  |                                                           |  |
|                                                                      | 12. Friedrich, conte di Dohna-Schlodien | 24. Christoph, conte di Dohna                                                    |                                                                  |  |  |       |  |  |                                                               |  |  |                                                           |  |
|                                                                      | 12. Friedrich, conte di Dohna-Schlodien | 24. Christoph, conte di Dohna                                                    |                                                                  |  |  |       |  |  |                                                               |  |  |                                                           |  |
|                                                                      | 12. Friedrich, conte di Dohna-Schlodien | 25. Ursula zu Solms-Braunfels                                                    |                                                                  |  |  |       |  |  |                                                               |  |  |                                                           |  |
| 6. Christoph I, conte di Dohna-Schlodien                             | 12. Friedrich, conte di Dohna-Schlodien |                                                                                  |                                                                  |  |  |       |  |  |                                                               |  |  |                                                           |  |
|                                                                      |                                         | 13. Espérance du Puy de Montbrun, signora di Ferrassières, Epeyssolles, Thoiriat | 26. Jean du Puy-Montbrun, marchese di Montbrun                   |  |  |       |  |  |                                                               |  |  |                                                           |  |
|                                                                      |                                         | 13. Espérance du Puy de Montbrun, signora di Ferrassières, Epeyssolles, Thoiriat | 26. Jean du Puy-Montbrun, marchese di Montbrun                   |  |  |       |  |  |                                                               |  |  |                                                           |  |
|                                                                      |                                         | 13. Espérance du Puy de Montbrun, signora di Ferrassières, Epeyssolles, Thoiriat | 27. Antoinette de Poinsard, signora d'Epeyssolles                |  |  |       |  |  |                                                               |  |  |                                                           |  |
| 3. Ursula Anna von Dohna-Schlodien                                   |                                         | 13. Espérance du Puy de Montbrun, signora di Ferrassières, Epeyssolles, Thoiriat |                                                                  |  |  |       |  |  |                                                               |  |  |                                                           |  |
|                                                                      |                                         | 14. Christian Albrecht, conte di Dohna-Vianen                                    | 28. Christoph, conte di Dohna (= 24)                             |  |  |       |  |  |                                                               |  |  |                                                           |  |
|                                                                      |                                         | 14. Christian Albrecht, conte di Dohna-Vianen                                    | 28. Christoph, conte di Dohna (= 24)                             |  |  |       |  |  |                                                               |  |  |                                                           |  |
|                                                                      |                                         | 14. Christian Albrecht, conte di Dohna-Vianen                                    | 29. Ursula zu Solms-Braunfels (= 25)                             |  |  |       |  |  |                                                               |  |  |                                                           |  |
| 7. Friederike Marie von Dohna-Vianen                                 |                                         | 14. Christian Albrecht, conte di Dohna-Vianen                                    |                                                                  |  |  |       |  |  |                                                               |  |  |                                                           |  |
|                                                                      |                                         | 15. Sofia Dorothea van Brederode                                                 | 30. Johan Wolfert, signore di Brederode                          |  |  |       |  |  |                                                               |  |  |                                                           |  |
|                                                                      |                                         | 15. Sofia Dorothea van Brederode                                                 | 30. Johan Wolfert, signore di Brederode                          |  |  |       |  |  |                                                               |  |  |                                                           |  |
|                                                                      |                                         | 15. Sofia Dorothea van Brederode                                                 | 31. Anna Johanna von Nassau-Siegen                               |  |  |       |  |  |                                                               |  |  |                                                           |  |
|                                                                      |                                         | 15. Sofia Dorothea van Brederode                                                 |                                                                  |  |  |       |  |  |                                                               |  |  |                                                           |  |